# Santuario della Madonna delle Grazie (Arcidosso)
Il santuario della Madonna delle Grazie, conosciuto anche come Madonna dell'Incoronata, è un edificio religioso situato ad Arcidosso, nella provincia di Grosseto.

## Storia
Sorta come ex voto per la fine della peste del 1348, era in origine di piccole dimensioni. Gli ampliamenti iniziarono già nel Quattrocento e proseguirono nei secoli successivi.

## Descrizione
La facciata presenta tre portali architravati inframmezzati da finestroni rettangolari. Nel barocco altare maggiore in stucco è conservata una quattrocentesca Madonna col Bambino attribuita a Pellegrino di Mariano di Jacopo Rossini. Tra le altre opere, la quattrocentesca Madonna della Misericordia; lo stendardo raffigurante la Vergine in gloria tra i Santi Sebastiano e Rocco, il Miracolo della Neve di Ventura Salimbeni, la Madonna col Bambino e San Giovannino (1726) di Giuseppe Nicola Nasini. Di particolare interesse la tela datata 1736 e raffigurante Papa Celestino V nell'atto di rinuncia davanti a Giovanni Battista e ai piedi della Vergine in trono con Bambino. Claudia Cinquemani, studiosa locale, ha recentemente scoperto che la tela è una copia di altro autore, tratta dalla celebre e più antica opera del 1688 Madonna con Giovanni Battista, Pier Celestino e San Luca di Marcantonio Franceschini, custodita nella chiesa di San Pietro dei Celestini a Bologna. La scoperta è riportata nel testo La luce della dea. Viaggio tra Lamula e dintorni.